# Mascote

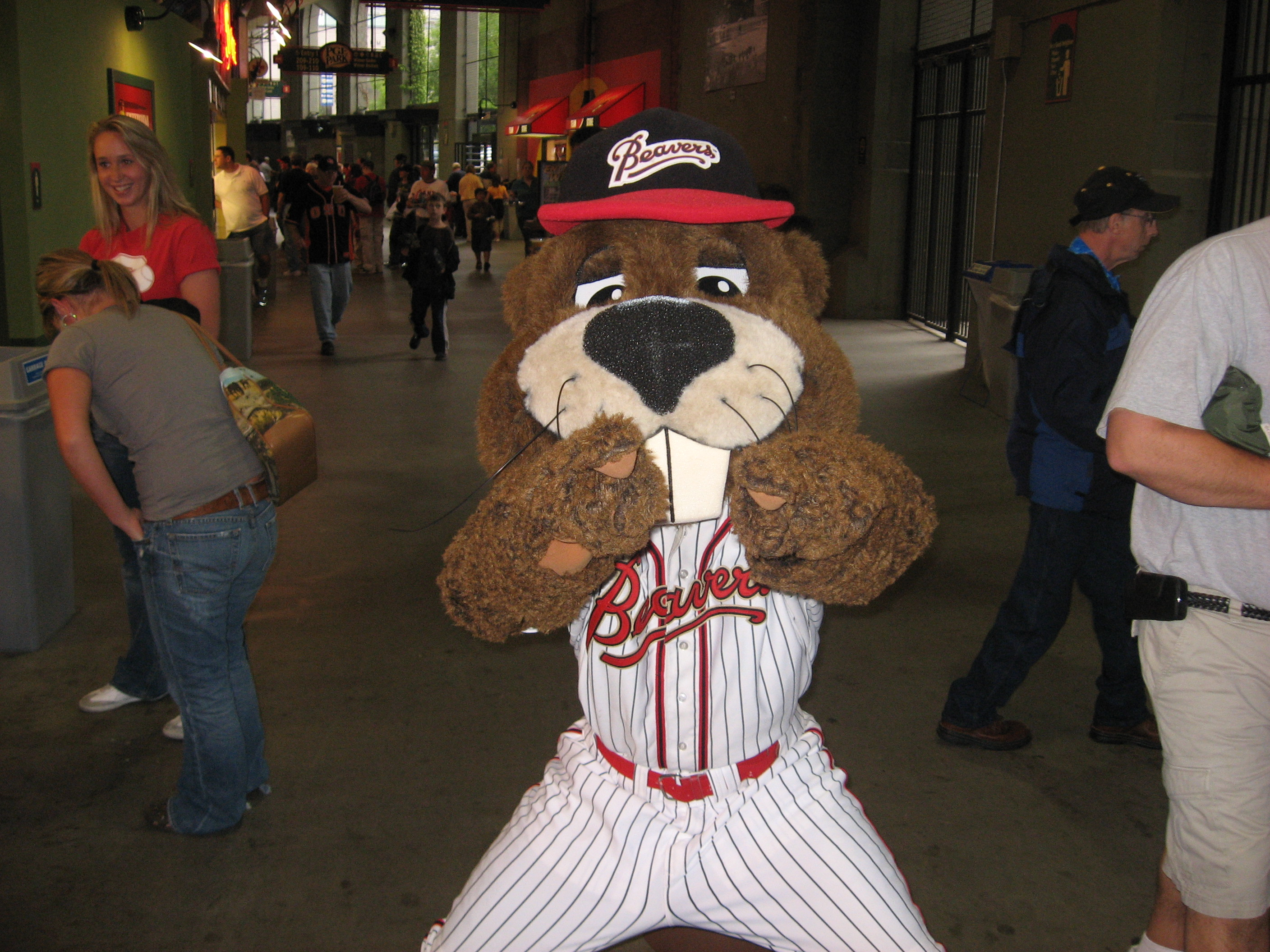
Mascote do Portland Beavers em 2007.

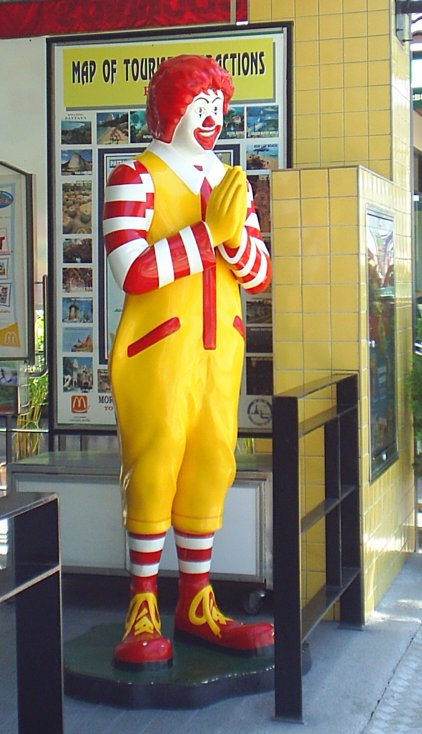
Ronald McDonald é o mascote da rede de restaurantes fast-food McDonald's.

Mascote é um animal, pessoa ou objeto animado que é escolhido como representante visual ou identificador de uma marca, uma empresa ou evento. São, normalmente, humanizadas e utilizadas para atingir públicos específicos (o público infantil, o público jovem, entre outros). Reúnem quase sempre as mesmas características marcantes, que passam por sorrisos enormes e proporções exageradas, aspetos que procuram enaltecer uma dada propriedade positiva que cause identificação entre o público e a entidade representada pela mascote.
Muitas vezes a mascote não é necessariamente o logotipo de uma marca mas passa a ser conhecida como tal devido ao forte carisma com o público. Portanto, muitas empresas passam a utilizá-la como representante principal em campanhas publicitárias.
Como interagem com as pessoas, ajudam simultaneamente na comunicação e divulgação da marca.
As mascotes ajudam a observar a vida de uma maneira diferente. São fenómenos com muita imaginação e normalmente têm uma forte conexão com as expressões e características da entidade ou serviços que representam, seja através da associação a elementos primários da identidade visual da empresa, como o símbolo ou logótipo da marca, ou através das cores institucionais.
O aparecimento de mascotes prende-se com a Revolução Industrial e com o começo das técnicas de impressão e dos anúncios publicitários, no final do século XIX e início do século XX. A partir desse momento, surgiram as mais distintas personagens de marcas impressas em embalagens, projetando a marca no mercado de forma mais atraente. 
Outro contributo fundamental no desenvolvimento de personagens/mascotes foi o aparecimento e rápida popularidade da televisão, que permitiu incorporar os mais diversos avanços na comunicação comercial. As mascotes surgiam já em movimento, representando a marca de forma muito apelativa junto do consumidor. 
A novidade que as mascotes implementaram no mercado do consumidor começou por ser um fenómeno bem aceite por todas as faixas etárias, que aderiram fortemente a esta nova estratégia de marketing. No entanto, a sua dimensão essencialmente gráfica e animada fez com que a mascote começasse a ser percecionada como forma de comunicação destinada ao público mais novo.

## Características
Uma mascote, seja de um evento ou de uma campanha publicitária, e tem quase sempre características comuns. Um sorriso estampado no rosto é típico e demonstra a alegria do personagem por estar lá representando "uma marca tão boa e de tamanha qualidade". Têm corpo antropomorfizado e é bastante ativo. Suas cores correspondem às cores da marca que representam ou de um país. Suas formas corpóreas também exibem proximidades com os produtos apresentados. Este último pode ser exemplificado com a popular mascote da marca de esponjas de aço brasileira Assolan. Em sua campanha publicitária, ela se apresenta como uma embalagem da esponja de aço com braços, pernas e olhos que dança músicas populares com letras alteradas divulgando os produtos e os benefícios da empresa.
Mascotes representam a humanização da marca de uma empresa e através da identificação com o público cria um vínculo emocional, o que faz com que os valores e ideias da empresa sejam absorvidos de forma muito mais eficaz.

## Produtos e vendas
Mais comuns em eventos esportivos como os Jogos Olímpicos de Verão e a Copa do Mundo FIFA, na época dos eventos, as mascotes rendem um bom lucro com a venda de produtos autorizados a algumas empresas, tais como pelúcias, bolas, canecas, bandeiras, adesivos, roupas e bonés, souvenires, entre outros. Por isso, é tamanha a preocupação de se criar uma mascote com um certo carisma pelo público para que, por exemplo, não se repita o acontecido na Copa do Mundo de 2006, onde a mascote Goleo, um leão, animal asdo com a Alemanha, não caiu no gosto do público e por vendagem baixa e problemas apresentados nos produtos acarretaram na falência da empresa licenciada. Nos Jogos Pan-americanos de 2007 a mascote escolhida foi o sol Cauê.

## Benefícios em adotar uma mascote em uma empresa
Os benefícios de uma mascote para algumas organizações em particular é o destaque que este elemento dá a marca, podendo se tornar verdadeiros heróis, muitas vezes de produtos bem comuns e altamente competitivos.
Muitas vezes as pessoas associam a presença de uma mascote com a alta-qualidade em um produto. Assim como a apresentação de uma embalagem mais bem elaborada.
Outro benefício é que elas são quase que uma representação “humana” de uma organização, atuando e evidenciando as emoções que a marca deseja despertar nas pessoas.
O público-alvo da organização então acaba se associando às qualidades da mascote e viram seguidores.
Além da mascote promover a marca, um produto ou evento, este elemento pode acabar se tornando o próprio produto, estampado em camisetas, bonés e podem até virar pelúcias.